# De raap
De raap is een sprookje uit Kinder- und Hausmärchen, de verzameling van de gebroeders Grimm, met als nummer KHM146. De oorspronkelijke naam is Die Rübe.

## Het verhaal
Een rijke en arme broer zijn beiden soldaat. De arme broer wil een eind aan de ellende en wordt boer, hij zaait rapen. Eén raap wordt enorm groot, het is de koning der rapen. De raap vult een hele kar en deze moet door twee ossen getrokken worden. De boer weet niet of dit nu zijn geluk of ongeluk is en twijfelt of hij de raap moet verkopen of zelf moet opeten. Hij besluit de raap naar de koning te brengen en deze vraagt zich af of de boer een gelukskind is. De broer vertelt over de manier waarop hij de bijzondere raap heeft gekregen, hij had geen eten en besloot het land te bewerken. Hij vertelt ook over zijn rijke broer met zijn vele bezittingen. De koning krijgt medelijden en belooft de arme boer te verlossen uit de armoede. De arme broer wordt zelfs veel rijker dan zijn rijke broer met de geschenken van de koning. De rijke broer wil het slimmer aanpakken en neemt goud en paarden mee naar de koning. Hij verwacht een fortuin te krijgen, omdat goud en paarden meer waard zijn dan één raap. De broer krijgt inderdaad het zeldzaamste wat de koning bezit, hij krijgt de grote raap. De rijke broer neemt de raap van zijn arme broer mee naar huis en wordt erg kwaad. Hij besluit zijn broer te vermoorden en huurt moordenaars in.
De rijke broer vertelt over een verborgen schat en wil deze opgraven. De arme broer gaat met zijn rijke broer mee en wordt door de moordenaars vastgebonden. Net voordat de arme broer wordt opgehangen aan de boom, horen de moordenaars hoefgetrappel. De moordenaars stoppen de arme boer in een zak en takelen hem naar boven en gaan er snel vandoor. De boer kan zijn hoofd uit de zak krijgen en ziet een student te paard. Hij roept de student en vertelt dat hij veel heeft geleerd vanuit de boomkruin. Hij zit in de zak der wijsheid en wordt daarin wijzer dan de andere mensen. Hij kent de sterren en tekens van de dierenriem, hij kent de windrichtingen en het zand in de zee. Hij kan zieken genezen en kent de kracht van de kruiden, vogels en stenen. De student wil graag in de zak, maar de boer zegt dat hij nog een uur moet wachten. De student wil graag in de bijzondere zak en haalt de boer naar beneden. De boer stopt de jongen ondersteboven in de zak en bindt hem dicht. Hij hijst de wijsheidsstudent in de boom en zegt dat hij rustig moet blijven zitten, totdat hij wijzer wordt. De boer springt op het paard van de student en rijdt weg. Na een uur stuurt de boer iemand om de student te bevrijden uit de boom.

## Achtergronden bij het verhaal
- Het sprookje is naar een middeleeuws Latijns gedicht, Raparius.
- Waarschijnlijk gaat het om een volkssage uit de Elzas.
- Het sprookje is verwant met Het boerke (KHM61), vergelijk ook De goede ruil (KHM7).
- De jongste broer verdient de beloning, zie ook Het zingende botje (KHM28), De ransel, het hoedje en het hoorntje (KHM54), De gouden vogel (KHM57), De bijenkoningin (KHM62), De drie veren (KHM63), De gouden gans (KHM64), Het water des levens (KHM97), De arme molenaarsknecht en het katje (KHM106), Vogel Grijp (KHM165), en het vervallen sprookje KHM64a (Die weiße Taube).
- Er zijn veel sprookjes over twee broers, zie bijvoorbeeld twee gebroeders (KHM60).
- De kracht van vogels of vogelvoorspelling, zie ook mantike.
- Kennis van sterren en de dierenriem, zie astronomie en astrologie.
- Vanuit de boom krijgt men veel kennis, dit lijkt te verwijzen naar een cultusplaats, zie ook boomheiligdom.
- Een soldaat neemt het eigen lot in handen en dit loopt uiteindelijk goed af. Zie ook Met z'n zessen de hele wereld rond (KHM71), Vrolijke Frans (KHM81), De roetzwarte broer van de duivel (KHM100), Berenpels (KHM101), Het blauwe licht (KHM116), De stukgedanste schoentjes (KHM133), De laars van buffelleer (KHM199), De veelgelovende koningsdochter en De avonturen van een soldaat.
- De zak is een grappige variant op een wenszak, zie ook Tafeltje dek je, ezeltje strek je en knuppel uit de zak (KHM36). Geschenken van toverwezens kunnen waardeloos lijken, maar blijken soms waardevol te zijn. Zie ook De roetzwarte broer van de duivel (KHM100), De zoete pap (KHM103), De geschenken van het kleine volkje (KHM182) en De toverfles. Het omgekeerde kan ook voorkomen, zoals in De duivel en zijn grootmoeder (KHM125). Deze motieven komen veelvuldig voor in Ierse en Bretonse sprookjes.
- De arme broer zaait rapen, en raap kan verwijzen naar een (knol)raap. Ook een leerling wordt "raap" genoemd. Op symbolische manier krijgt de soldaat, die zijn wapens neerlegt en het land gaat bewerken, volgelingen. De koning van de rapen wordt door de arme broer naar de koning gebracht.
- De student te paard is even goedgelovig als de leerling uit Faust.
- Een enorme raap (die tot in de hemel reikt) komt ook voor in leugensprookjes, bijvoorbeeld De dorsvlegel uit de hemel (KHM112), zie ook leugenliteratuur.
- Vergelijk Het boerke, Jan en zijn vrouw en Van een boer en drie studenten.